# Роньяк
Роньяк (фр. Rognac) — коммуна на юго-востоке Франции в регионе Прованс — Альпы — Лазурный Берег, департамент Буш-дю-Рон, округ Истр, кантон Бер-л’Этан.
Площадь коммуны — 17,46 км², население — 11 883 человека (2006) с тенденцией к стабилизации: 11 737 человек (2012), плотность населения — 672,2 чел/км².

## Население
Население коммуны в 2011 году составляло 11 707 человек, а в 2012 году — 11 737 человек.
| 1962 | 1968 | 1975 | 1982 | 1990  | 1999  | 2006  | 2011  | 2012  |
| ---- | ---- | ---- | ---- | ----- | ----- | ----- | ----- | ----- |
| 3590 | 4270 | 5105 | 9330 | 11099 | 11631 | 11883 | 11707 | 11737 |

Динамика населения:

## Экономика
В 2010 году из 7880 человек трудоспособного возраста (от 15 до 64 лет) 5505 были экономически активными, 2375 — неактивными (показатель активности 69,9 %, в 1999 году — 67,6 %). Из 5505 активных трудоспособных жителей работали 4902 человека (2666 мужчин и 2236 женщин), 603 числились безработными (234 мужчины и 369 женщин). Среди 2375 трудоспособных неактивных граждан 737 были учениками либо студентами, 876 — пенсионерами, а ещё 762 — были неактивны в силу других причин.
На протяжении 2010 года в коммуне числилось 4741 облагаемое налогом домохозяйство, в котором проживало 11 341,0 человек. При этом медиана доходов составила 20 тысяч 689 евро на одного налогоплательщика.